# Huíla (Angola)
Pour les articles homonymes, voir Huila.
La province de Huila est une subdivision de l'Angola. Sa population, composée essentiellement par des peuples pasteurs ou agro-pasteurs, dépasse les 1 500 000 habitants sur une superficie de 79 002 km2. Sa capitale est la ville de Lubango. 

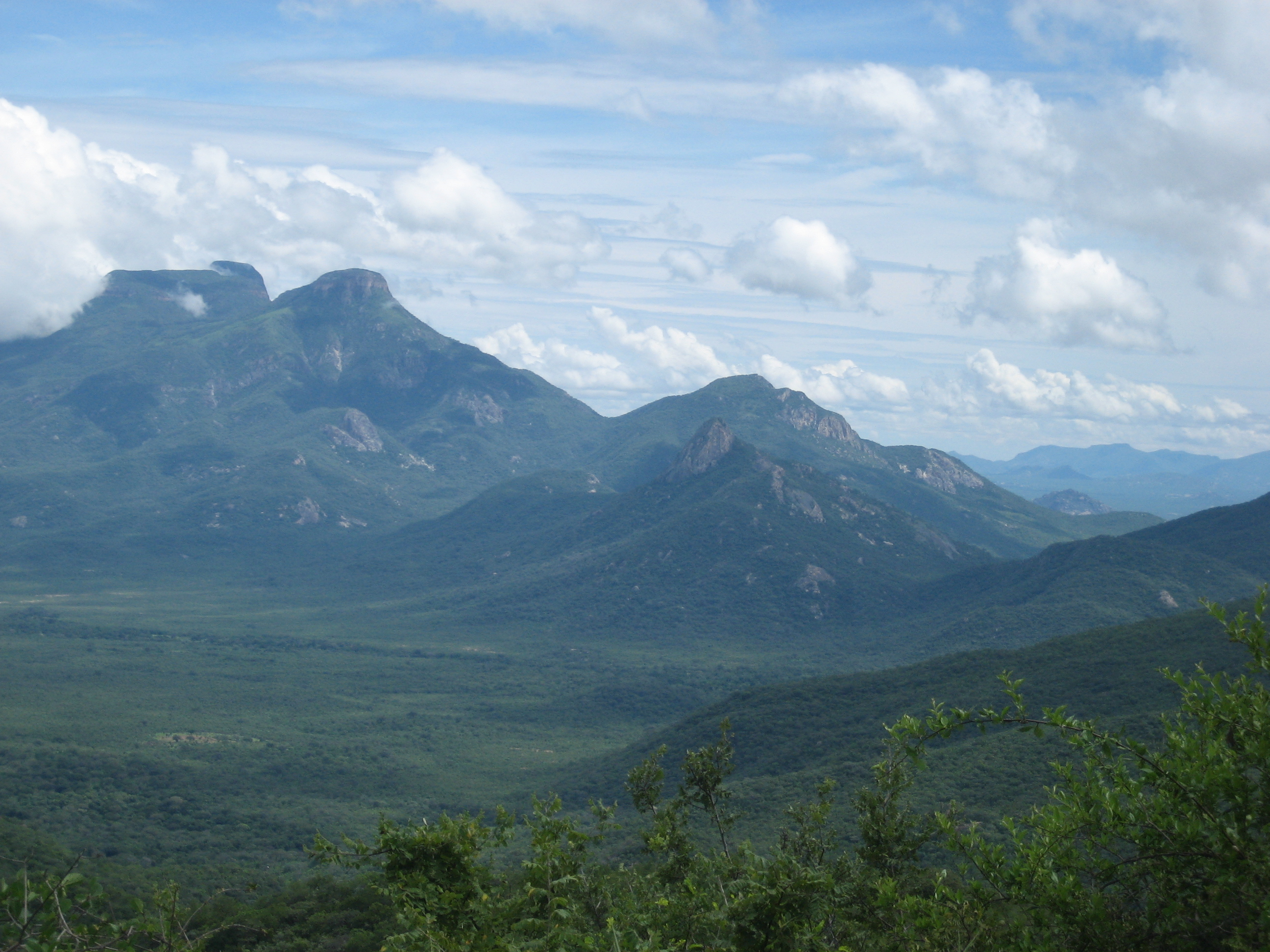
Paysage de Huila

Il contient notamment le parc national d'Huila.
En raison de la sécheresse, des dizaines de milliers de petits éleveurs et leurs familles se trouvent en 2019 menacés de malnutrition et de famine. Les petits éleveurs sont en outre victimes des grands propriétaires, qui cherchent à s'approprier leurs terres

## Municipalités

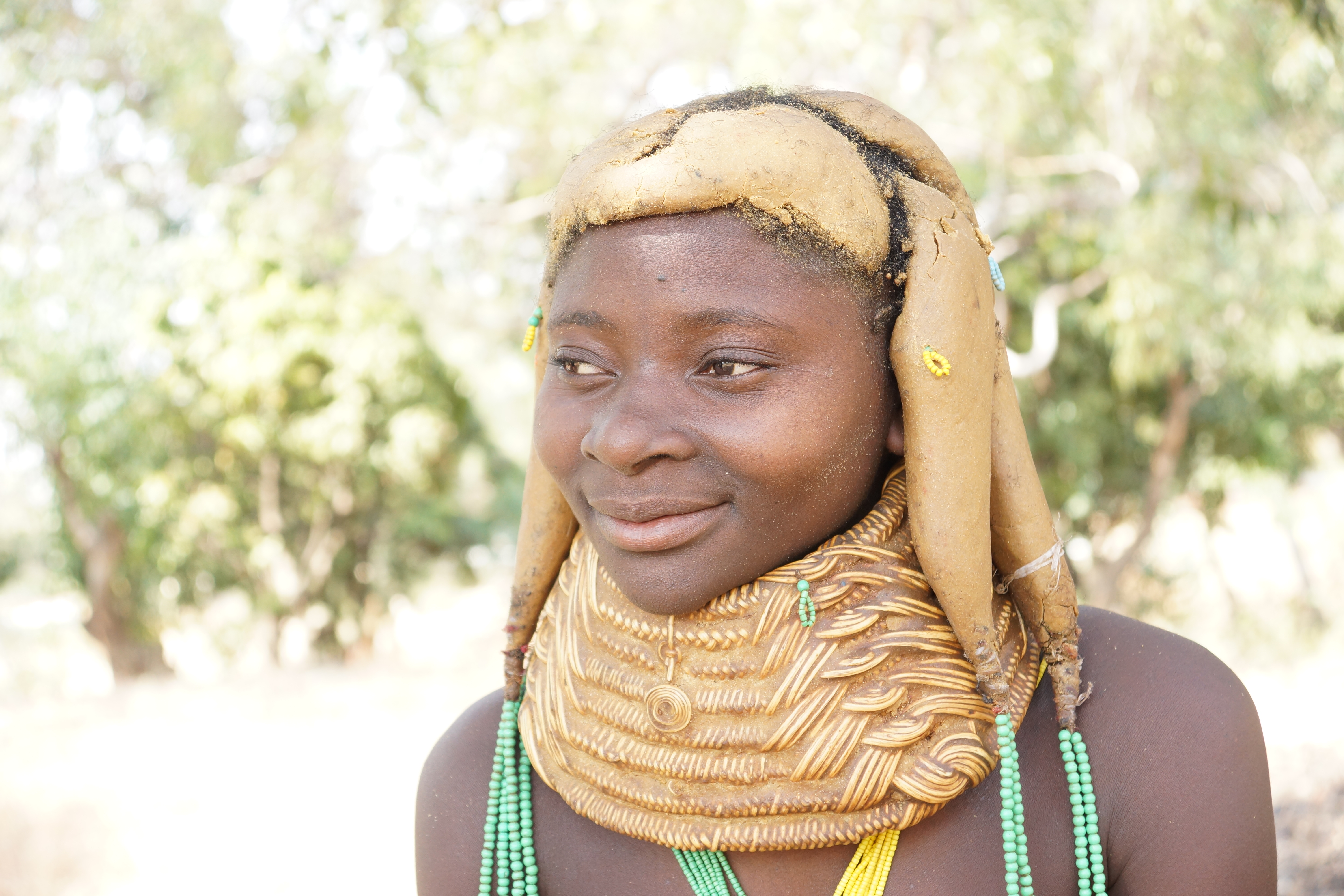
Jeune Mumuila dans la province de Huíla.

La province de Huila est divisée en 14 municipalités: Caconda, Cacula, Caluquembe, Chiange, Chibia, Chicomba, Chipindo, Cuvango, Humpata, Jamba, Lubango, Matala, Quilengues et Quipungo.